# Jolmogorovka (Kaliningrado)
Jolmogorovka (en ruso: Холмогоровка), conocida de manera oficial hasta 1946 como Fuchsberg (en alemán: Fuchsberg, en lituano: Fuchsbergas, Lapgarbis) es una localidad rural situada en el sureste del distrito de Zelenogradsk en el óblast de Kaliningrado, Rusia.

## Geografía
Jolmogorovka se encuentra a unos dos kilómetros de los límites noroccidentales de Kaliningrado.  

## Historia
El asentamiento, que estaba situado al pie del monte Fuchsberg (61 metros de altura) con algunas granjas, ha habido una finca noble aquí desde 1481 (aunque la fortificación de tierra prusiana estuvo aquí en tiempos anteriores a la Orden Teutónica). Los terratenientes y fundadores fueron la familia von Hirsch. Desde mediados del siglo XVI, la familia von Auer, que vino de la Alta Baviera y luego se convirtió en una de las familias terratenientes más ricas de Sambia, vivió allí. El Gran maestre de la Orden Teutónica Alberto de Brandeburgo otorgó la propiedad al líder de los mercenarios Claus von Auer como recompensa por participar en la guerra polaco-teutónica de 1519-1521.
Fuchsberg se incorporó en 1874 al recién creado distrito de Goldschmiede, que existió hasta 1945 y pasó a formar parte del perteneció al distrito de Fischhausen, de 1939 a 1945 al distrito de Sambia en la provincia de Prusia Oriental.  En 1910 Fuchsberg tenía 142 habitantes.
El 30 de septiembre de 1928, Fuchsberg renunció a su independencia y se fusionó con los pueblos vecinos de Dammhof, Gallhöfen y Ober Alkehnen (que ya no existen en la actualidad), así como con Goldschmiede (hoy Dimitrovo), Prowehren y Strittkeim (ambos hoy Chkalovsk) para formar la nueva comunidad rural de Goldschmiede, que pertenecía al distrito de Sambia desde 1939.
Como resultado de la Segunda Guerra Mundial, Fuchsberg fue incorporada a la Unión Soviética en 1945 con el norte de Prusia Oriental. En 1947, el lugar recibió el nombre ruso de Jolmogorovka y también se asignó al raión de Gurievsk. Desde 2015, esta comunidad rural pertenece al distrito urbano de Zelenogradsk.

## Demografía
En 1933 la localidad contaba con 431 residentes. En el pasado la mayoría de la población estaba compuesta por alemanes, pero tras el fin de la Segunda Guerra Mundial fueron expulsados a Alemania y se repobló con rusos.
| Gráfica de evolución de Jolmogorovka entre 1910 y 2010 |
|                                                        |

## Infraestructura

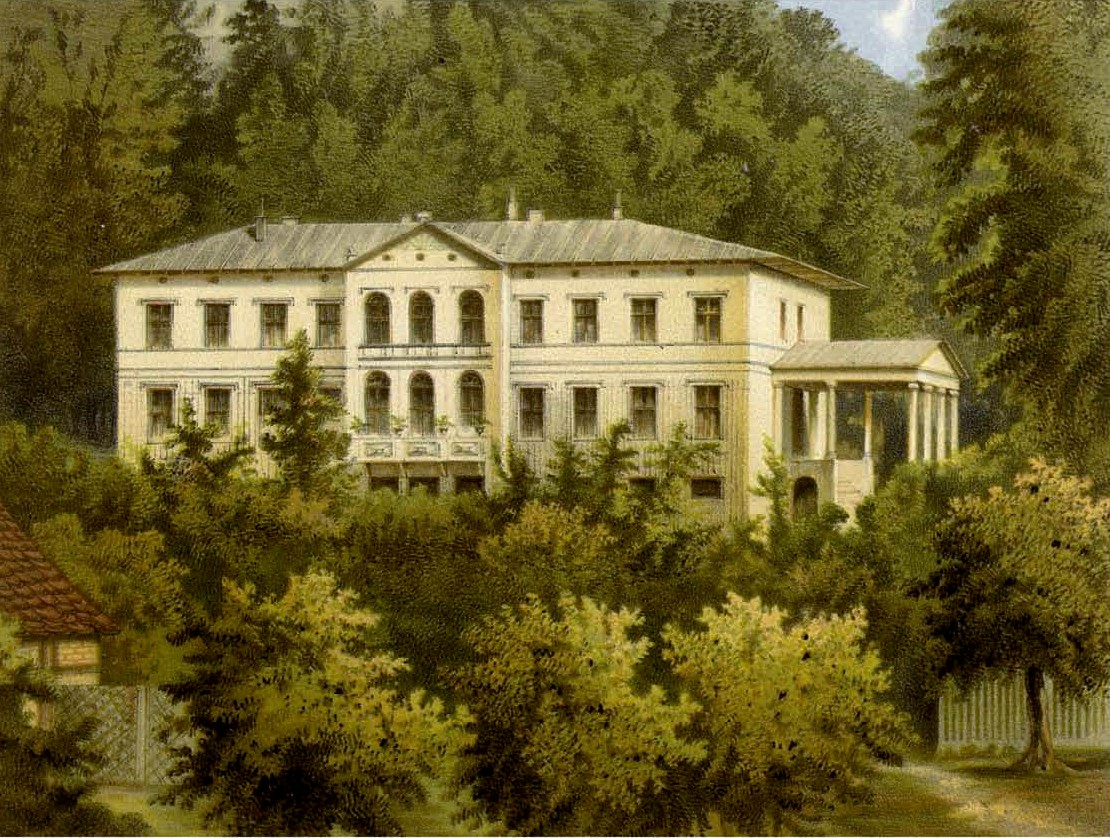
Antigua mansión de Fuchsberg

### Arquitectura y monumentos
En Jolmogorovka hay un museo histórico-militar sobre el 43.er Ejército, una rama del Museo Regional de Historia y Arte de Kaliningrado. Por el momento, el museo está cerrado, la exposición se ha trasladado a las instalaciones del museo del quinto fuerte, ubicado dentro de los límites de Kaliningrado. 

### Transporte
La carretera regional 27A-032, que conecta Kaliningrado con Pereslavskoye y Svetlogorsk atraviesa la ciudad. La estación de tren más cercana hoy es Chkalovsk-Sapadni en el ferrocarril Kaliningrado-Svetlogorsk. 